# 亀ヶ森村
亀ヶ森村（かめがもりむら）は、昭和29年（1954年）まで岩手県稗貫郡にあった村。現在の花巻市大迫町亀ヶ森にあたる。

## 地理
- 河川：稗貫川

## 沿革
- 明治22年（1889年）4月1日 - 町村制施行にともない、旧来の亀ヶ森村単独で村制施行。
- 昭和30年（1955年）1月1日 - 大迫町・内川目村・外川目村と合併し、新制の大迫町となる。

## 行政
- 歴代村長

| 代 | 氏名         | 就任                       | 退任                       | 備考 |
| -- | ------------ | -------------------------- | -------------------------- | ---- |
| 1  | 高橋米造     | 明治22年（1889年）5月8日   | 明治26年（1893年）5月29日  |      |
| 2  | 菅原甚吉     | 明治26年（1893年）5月30日  | 明治30年（1897年）5月29日  |      |
| 3  | 高橋米造     | 明治30年（1897年）6月2日   | 明治34年（1901年）5月26日  | 再任 |
| 4  | 川村精之     | 明治34年（1901年）5月27日  | 明治40年（1907年）6月27日  |      |
| 5  | 川村長七     | 明治40年（1907年）6月28日  | 明治44年（1911年）8月25日  |      |
| 6  | 伊藤松吉     | 明治44年（1911年）8月26日  | 大正4年（1915年）8月29日   |      |
| 7  | 高橋米造     | 大正4年（1915年）8月30日   | 大正8年（1919年）9月15日   | 三任 |
| 8  | 菊池金八郎   | 大正8年（1919年）9月16日   | 大正10年（1921年）6月26日  |      |
| 9  | 高橋嘉太郎   | 大正10年（1921年）6月27日  | 大正13年（1924年）9月8日   |      |
| 10 | 高橋子之吉   | 大正13年（1924年）9月9日   | 大正13年（1924年）12月10日 |      |
| 11 | 佐々木良太   | 大正13年（1924年）12月11日 | 大正15年（1926年）7月25日  |      |
| 12 | 川村次郎兵衛 | 大正15年（1926年）7月26日  | 昭和5年（1930年）7月17日   |      |
| 13 | 高橋孝一     | 昭和5年（1930年）7月18日   | 昭和7年（1932年）3月3日    |      |
| 14 | 高橋昌造     | 昭和7年（1932年）3月4日    | 昭和8年（1933年）8月23日   |      |
| 15 | 小笠原兼太郎 | 昭和8年（1933年）8月24日   | 昭和8年（1933年）12月14日  |      |
| 16 | 穂積豊年     | 昭和8年（1933年）12月15日  | 昭和10年（1935年）3月15日  |      |
| 17 | 菊池武一     | 昭和10年（1935年）3月16日  | 昭和14年（1939年）7月12日  |      |
| 18 | 一柳謙次郎   | 昭和14年（1939年）7月13日  | 昭和14年（1939年）10月6日  |      |
| 19 | 川村万助     | 昭和14年（1939年）10月11日 | 昭和21年（1946年）1月30日  |      |
| 20 | 菊池武一     | 昭和21年（1946年）2月1日   | 昭和22年（1947年）4月4日   | 再任 |
| 21 | 川村勝郎     | 昭和22年（1947年）4月5日   | 昭和29年（1954年）12月31日 |      |